# روكي فار
روكي فار هو لاعب هوكي الجليد كندي، ولد في 7 أبريل 1947 في تورونتو في كندا.

## وصلات خارجية
- روكي فار على موقع دوري الهوكي الوطني (الإنجليزية)
- روكي فار على موقع EliteProspects.com (الإنجليزية)
- روكي فار على موقع HockeyDB.com (الإنجليزية)